# Candelarialepis argentus
Candelarialepis argentus è un pesce osseo estinto, appartenente ai parasemionotiformi. Visse nel Triassico inferiore (Induano, circa 250 - 249 milioni di anni fa) e i suoi resti fossili sono stati ritrovati in Nordamerica.

## Descrizione
Questo pesce era di dimensioni medio-grandi se rapportato ai suoi stretti parenti, e doveva superare i 30 centimetri di lunghezza. Era caratterizzato da un corpo abbastanza profondo e alto rispetto a quello degli altri parasemionotiformi ma non tanto quanto quello di Albertonia. Le pinne pettorali erano grandi e ampie, come quelle dell'affine Watsonulus. Il preopercolo era bipartito, composto da due grandi piastre (una ventrale e una dorsale) dotate di canali e di altre piccole piastre tra le due. Le scaglie anteriori erano dotate di una carena dorsale e di un grande processo anterodorsale; l'ornamentazione delle scaglie anteriori consisteva in piccole creste parallele ai margini della scaglia e in tubercoli, mentre le scaglie posteriori erano lisce. 

## Classificazione
Candelarialepis argentus venne descritto per la prima volta nel 2019, sulla base di fossili ritrovati nella formazione di Candelaria, (Candelaria Hills, Contea di Esmeralda, Nevada) negli Stati Uniti, risalente alla fine dell'Induano (Triassico inferiore). Candelarialepis è un rappresentante dei parasemionotiformi, un gruppo poco noto di pesci ossei affini agli amiiformi ma caratteristici del Triassico. Candelarialepis è simile ad altri parasemionotidi, ma se ne differenzia a causa della grande taglia (solo Albertonia era di taglia simile), dell'opercolo bipartito e della peculiare ornamentazione delle scaglie anteriori.